# خورخي فرنانديز مينينديث
خورخي فرنانديز مينينديث (بالإسبانية: Jorge Fernández Menéndez)‏ هو كاتب وصحفي مكسيكي وأرجنتيني، ولد في 12 أبريل 1955 في بوينس آيرس في الأرجنتين.

## وصلات خارجية
- خورخي فرنانديز مينينديث على موقع IMDb (الإنجليزية)